# Distrito de Lucma (Mariscal Luzuriaga)
Lucma es un distrito de la provincia de Mariscal Luzuriaga, en el departamento de Áncash, Perú. Limita por el este con el distrito de Musga, del que lo separa el río Pacosbamba, conocido así por siglos en la zona; por el sur con el distrito de Llumpa; por el oeste con las cumbres de Yanagaga y Tuctubamba y el nevado de Puca-raju; por el norte con el distrito de Huayllán de la provincia de Pomabamba.

## Toponimia
El topónimo del poblado capital, como del propio distrito es de origen quechua . ruku uma( cabeza de viejo) > luku uma > lukma ( nombre de árbol frutal ( Pouteria lucuma) > lúcuma en castellano.

## Historia
El distrito fue creado por la ley 13424 del 3 de mayo de 1960, como una escisión del distrito de Llumpa, en el segundo gobierno del Presidente Manuel Prado Ugarteche.

## Geografía
El distrito lo integran los pueblos de Masqui y Seccha y los caseríos de Chárac, Tayá, Puchgoj, Carhuacasha y Quíshuar, según su ley de creación; sin embargo, por los datos censales aparecen otros poblados de más. Tiene una superficie de 77,37 km². 
Su capital es el pueblo de 'Lucma a una altitud de 2 969 m s. n. m.

## Cuantía poblacional
Según el censo de INEI de 2007, cuenta con una población de 3 197 habitantes, de los cuales 2 804 hablan quechua, 157 castellano (sic), 1 aimara, y 15 sordomudos. De 1 a 14 años de edad: 1 169 individuos, el 36,59% de la población; 97 lucmino(a)s no son menores de 65 años, el 2,1%. Estos idicadores se refieren a un segmento que necesita el apoyo de la familia y del Estado en salud, educación y nutrición; y el otro, el caso de los beneficiarios de la posible pensión 65, con un costo de 1 164 000 nuevos soles durante 5 años a razón de 200 per cápita.

## Autoridades

### Municipales
2023-2026
- Alcalde: Prof. Víctor DIONICIO MIRANDA (Partido Alianza Para el Progreso)
- Regidores: Gaby Zoila CALIXTO SALAS, Lucio David TRINIDAD MORALES, Mariela Norma SÁNCHEZ PONTE, Alejandro Magno PALOMO PAULINO y Linda Magaly JULCA

- 2015-2018[2]
  - Alcalde:ETALIANO HILMER JESUS SAENZ, del Movimiento independiente regional Río Santa Caudaloso (MIRRSC).
  - Regidores: WALTER ARTURO VIDAL PASCUAL (MIRRSC), ROGELIO GASPAR ANTONIO CASTAÑEDA (MIRRSC), LUCIO DAVID TRINIDAD MORALES (MIRRSC), VALENTINA NELLY ALVAREZ MALPICA (MIRRSC), MANUEL BRAULIO CRUZ PEREZ (PARTIDO DEMOCRATICO SOMOS PERU).
- 2011-2014[3]
  - Alcalde: Germán Nilo Ayala López, del Movimiento independiente regional Río Santa Caudaloso (MIRRSC).
  - Regidores: César Augusto Oliveros Ames (MIRRSC), Albino Isidro De La Cruz Julca (MIRRSC), Aníbal Jorge Roca Ramos (MIRRSC), Lilia Nancy Domínguez Calixto (MIRRSC), Orlando Jiménez Moreno (Movimiento regional independiente Cuenta Conmigo).
- 2007-2010: 
  - Alcalde: Senón Alejandro García Antonio.

## Cultura y educación
Entre las danzas más ejecutadas se encuentran: Apu-inka, negritos, campeadores, Anti, sargento, pallas, anacas y pastorcitas (Navidad) y durante los carnavales, el atávico ceremonial festivo de cóndor-rachi en el actual centro poblado de Quíshuar.

### Festividades
- Carnaval (febrero)
- Corpus Christi (movible: mayo o junio)
- Aniversario de la creación ( 3 de mayo)
- San Miguel (29 de septiembre)
- Virgen de Guadalupe ( 30 de septiembre)
- Navidad ( 24 de diciembre)

## Origen de los topónimos
Los topónimos significan:
- Lucma, nombre, en quechua, de una planta y fruta que abunda en el lugar, castellanizada como lúcuma. Procede del quechua ruku uma = cabeza de viejo.
- Chárac, del quechua chaaraq = que siempre visita.
- Carhuacasha proviene de qarwa = amarillo y kasha = espina. La carhuacasha  es una cactácea, que en sus ramas tubulares lleva largas y duras espinas, que penetran profundamente en  la piel de animales o humanos, muy difícil de desprender.
- Pochgoj, del quechua puchquq = ácido.
- Masqui, del invocativo ante una provocación, ¡maski!', pero en un tono infantil o irónico mashki.
- Taya y quishuar son nombres quechuas de plantas oriundas: Taaya y kiswar.
- Seccha, de Seqsi = planta que existía en el lugar, imagen de referencia: (https://web.archive.org/web/20101214191622/http://bkperennials.com/PhotoPages/Grasses/sacra.html) El nombre viene de esa planta es la versión original.